# Базлама
Базлама је хлеб од киселог теста из турске кухиње.
Обичан хлеб Турци су вековима правили и јели. Много различитих типова може се направити користећи различите материјале; млевено месо и сир. Обичан тип се такође назива тораман у региону Самсун.
То је један од хлебова који се конзумирао током периода Румског султаната и служио се науњен. 

## Припрема
Тесто се ферментира дан раније и остави да ферментира. Тесто, које је већ добро ферментисало захваљујући комаду киселог теста који садржи квасац, меси се рано ујутру. Оставља се да се мало одмори. Након што је тесто ферментисало и набубрило, оклагијом се оклагијом разваља тесто нешто дебље од фило теста и пече, назива се шебит, а разваљано и још дебље кувано тесто зове се базлама. Традиционално се кува на дрвеној ватри на глиненом листу, али данас се обично користи електрични лим или шпорет.

## Варијације

### Карамански квасац
У јануару 2024. карамански квасац је регистрован од стране Турског завода за патенте и жигове и добио је географску ознаку за Караман.

## Извор
1. ↑  „SELÇUKLU ANADOLUSU’NDA EKMEK”. Marmara Türkiyat Araştırmaları Dergisi • Cilt 1, Sayı 1, Bahar 2014, ISSN, ss. 43-72 DOI: 10.16985/MTAD.201417924.
2. ↑  „Coğrafi İşaret Platformu”. Coğrafi İşaret Platformu (на језику: турски). Приступљено 2024-05-01.